# Domenico De Simone
Domenico De Simone, italijanski diakon in kardinal, * 29. november 1768, Benevento, † 9. november 1837.

## Življenjepis
15. marca 1830 je bil povzdignjen v kardinala in imenovan za kardinal-diakona S. Angelo in Pescheria; 18. decembra istega leta je prejel diakonsko posvečenje.